# هوم ديبوت

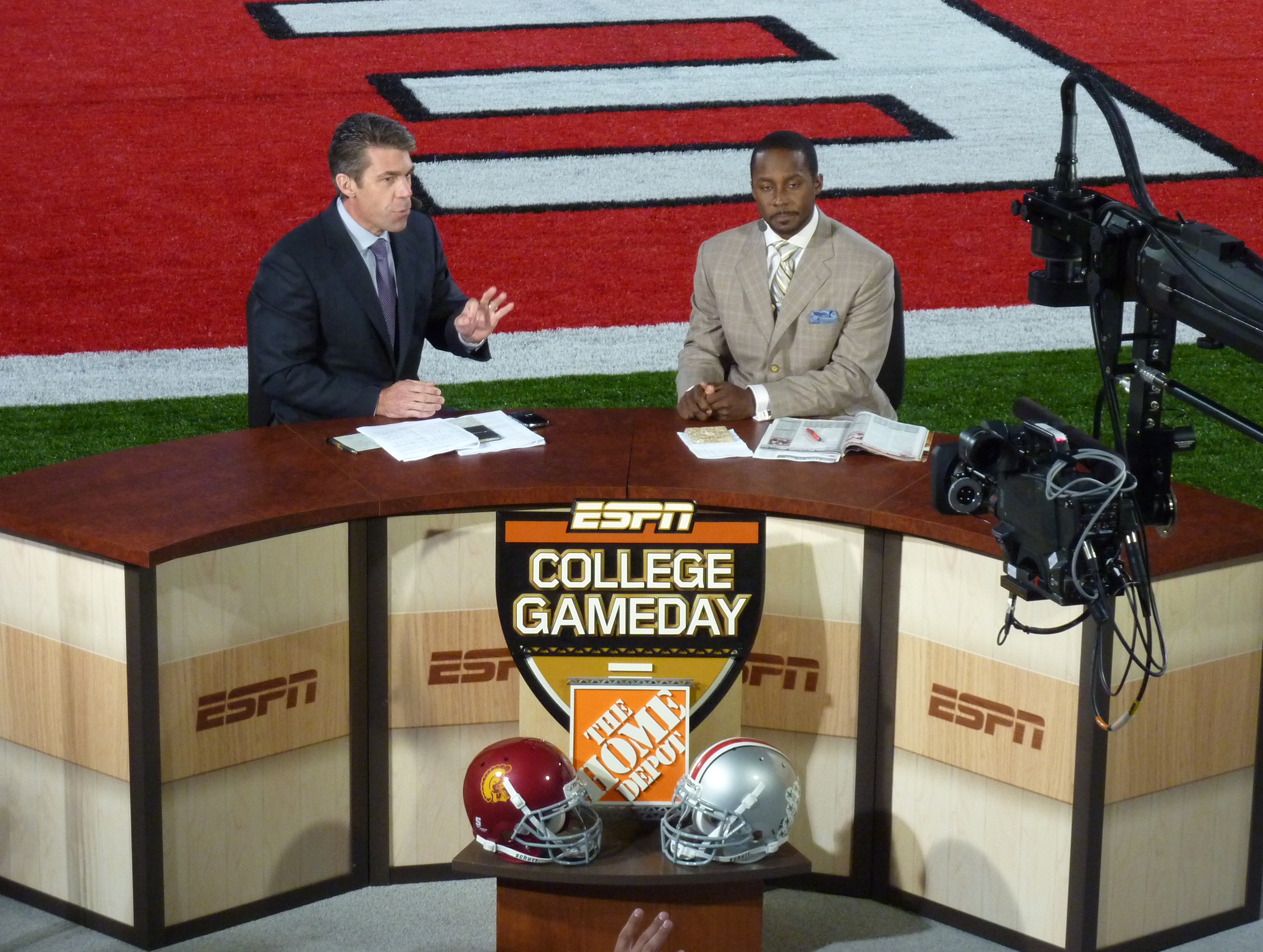
تم رعاية ESPN College GameDay من قبل The Home Depot منذ عام 2007.

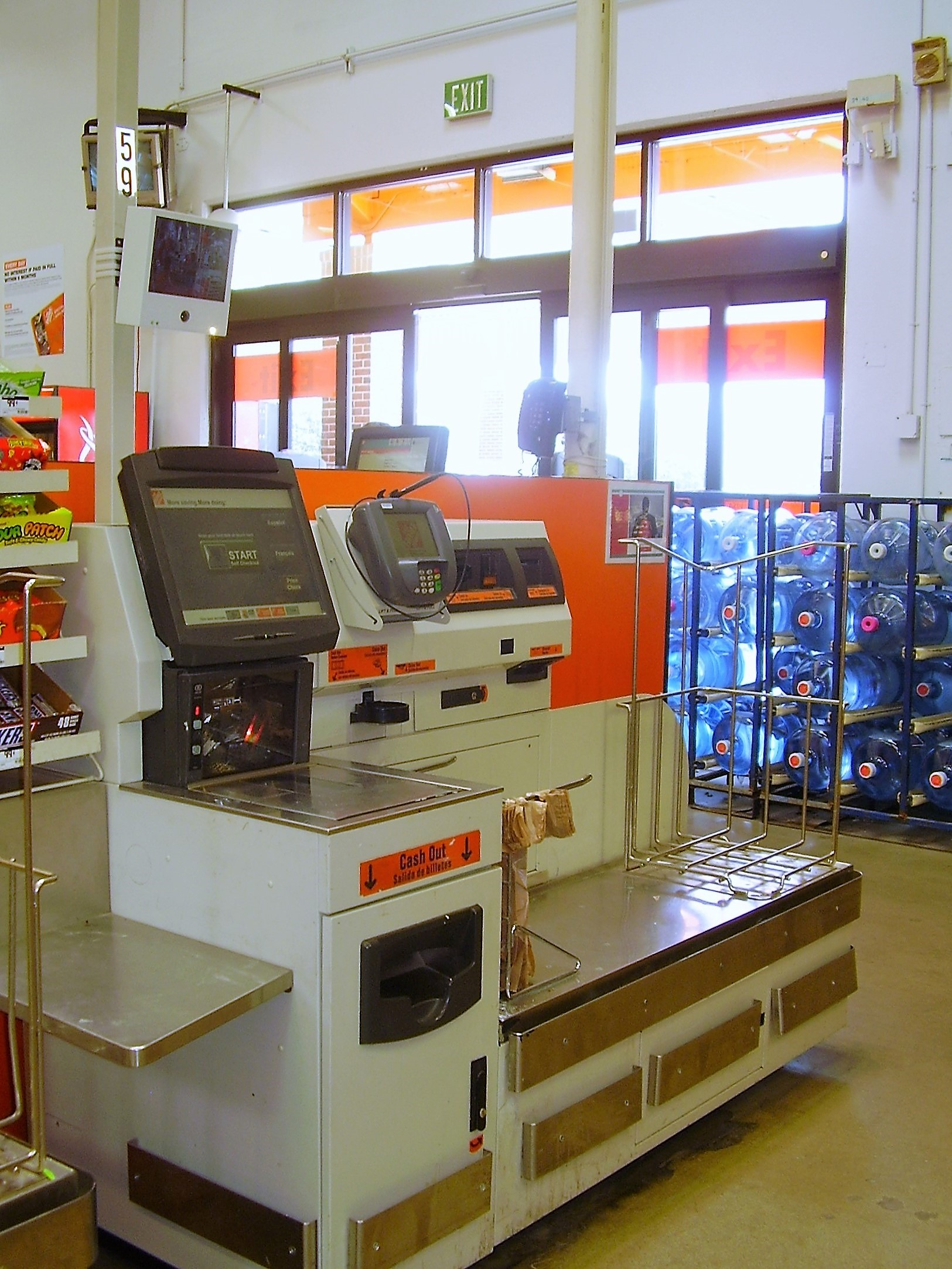
نظام السحب الذاتي

 تعد شركة هوم ديبو (Home Depot) أكبر تاجر تجزئة لتحسين المنازل في الولايات المتحدة ،  توفر الأدوات ومنتجات البناء والخدمات. يقع المقر الرئيسي للشركة في مركز دعم متجر أتلانتا في مقاطعة كوب غير المدرجة في جورجيا (مع عنوان بريدي في أتلانتا ).
وهي تدير العديد من متاجر تنسيق الصناديق الكبيرة في جميع أنحاء الولايات المتحدة وأقاليمها مثل بورتوريكو وغوام وجزر فيرجن الأمريكية ؛ جميع مقاطعات كندا العشر ؛ و 31 ولاية والمقاطعة الفيدرالية في المكسيك. شركة ام ار أو انترلاين (المعروفة الآن باسم هوم ديبوت برو ) مملوكة أيضًا لـ هوم ديبوت، مع 70 مركز توزيع في جميع أنحاء الولايات المتحدة.  

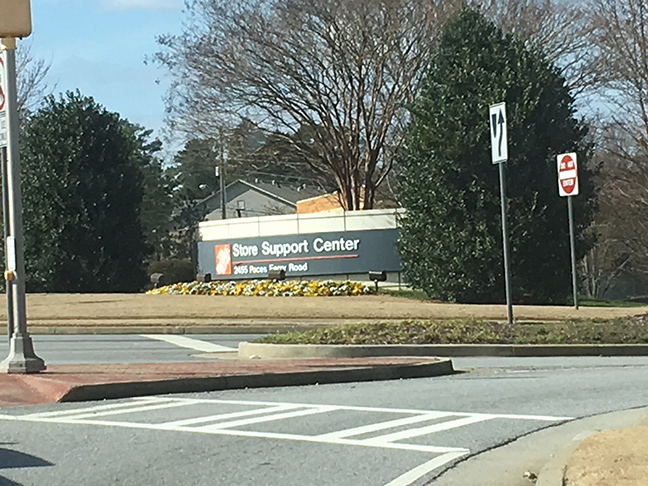
هوم ديبوت أتلانتا مخزن مركز الدعم 2018.

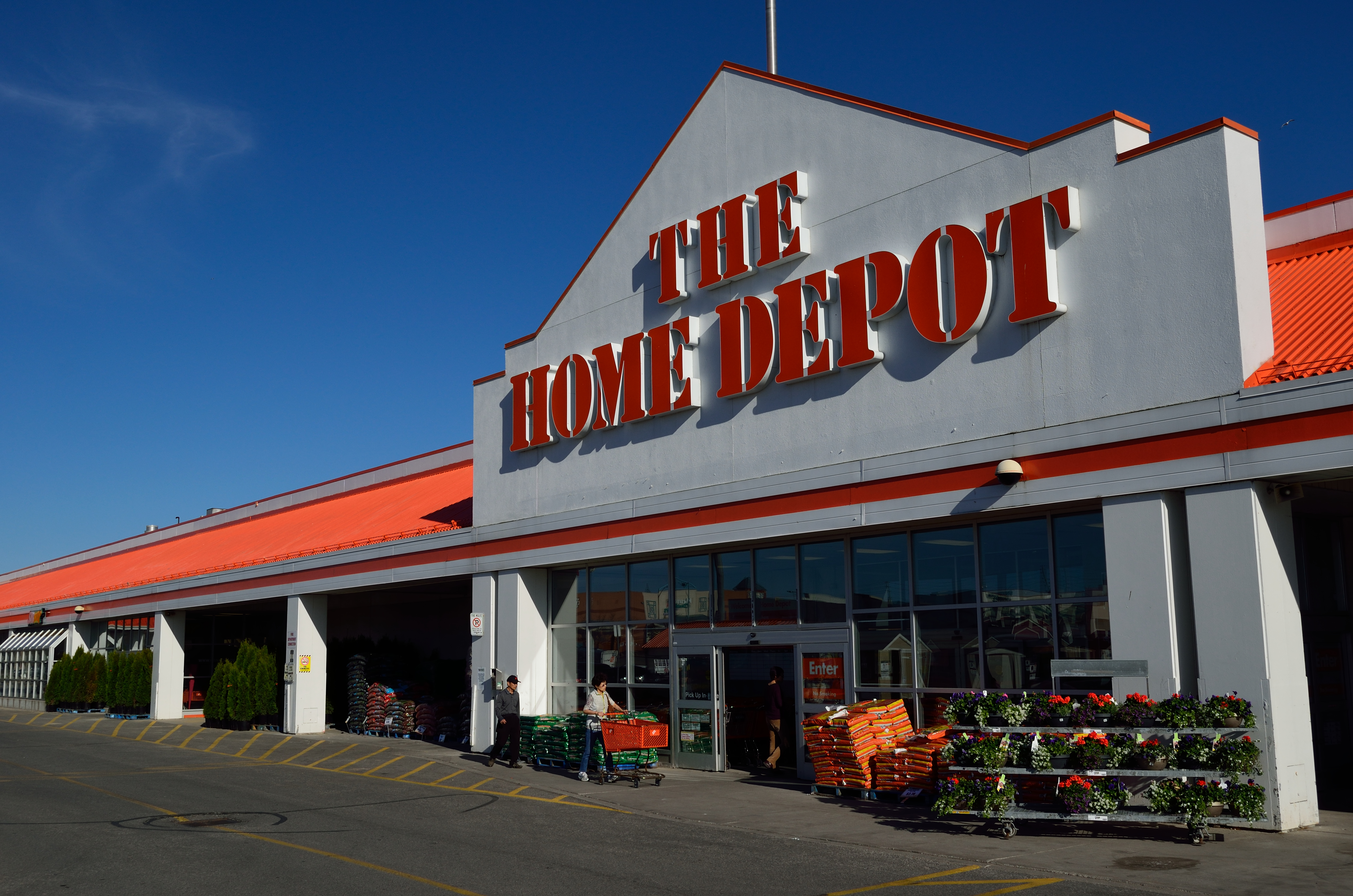
متجر هوم ديبوت في ماركهام ، أونتاريو ، كندا.

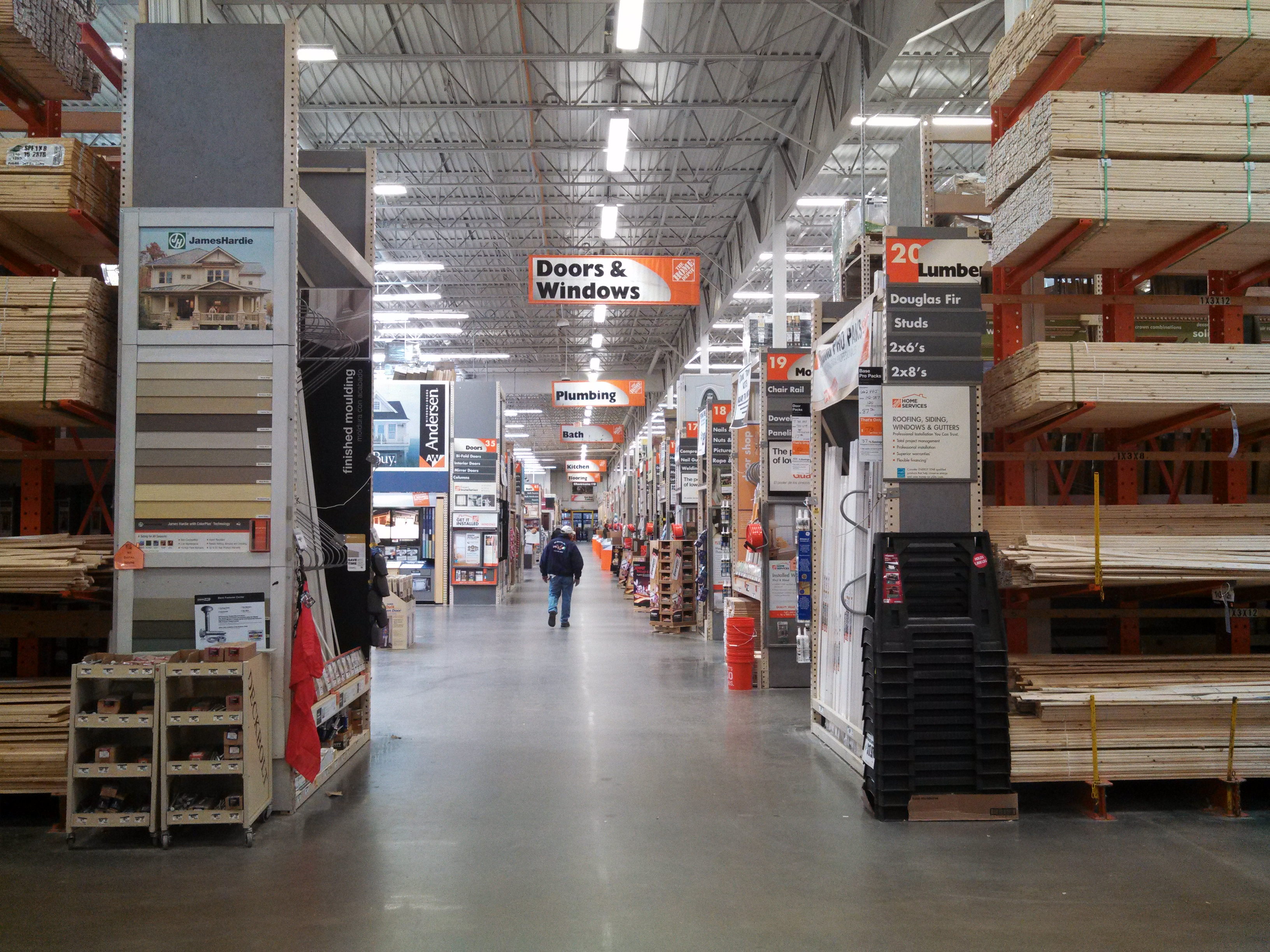
مركز الممر لمتجر هوم ديبوت في عام 2014.

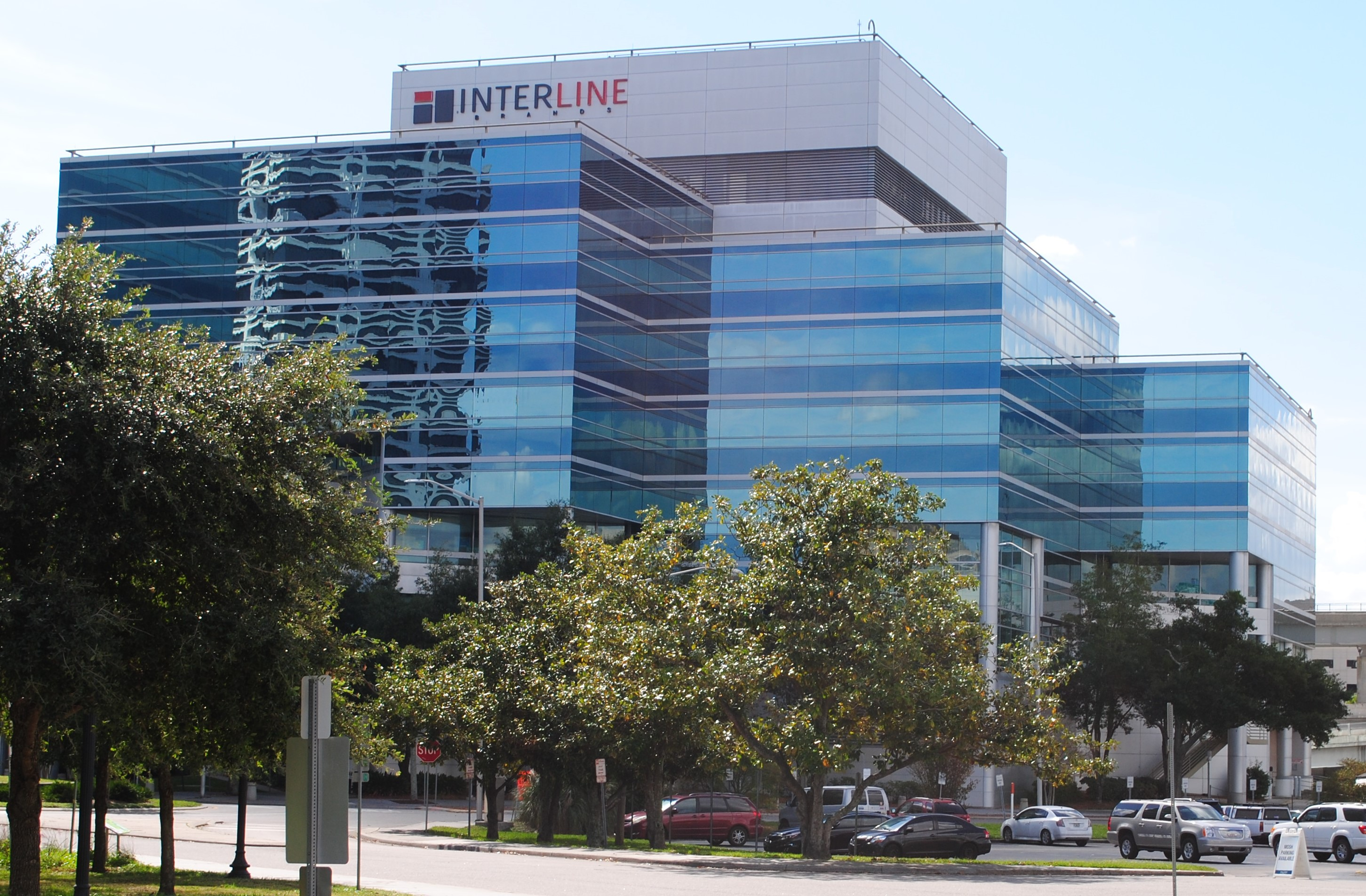
يقع مقر علامات انترلاين في جاكسونفيل بولاية فلوريدا.

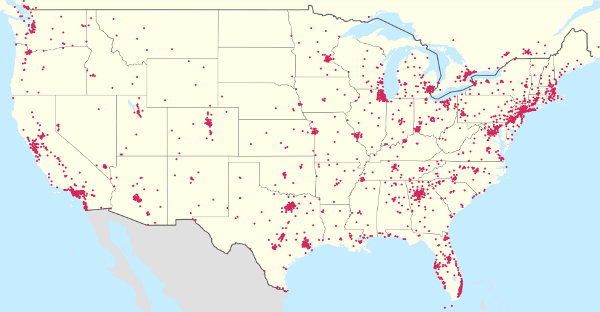
مخازن هوم ديبوت الولايات المتحدة وجنوب كندا المتجاورتين ، اعتبارًا من أغسطس 2011.

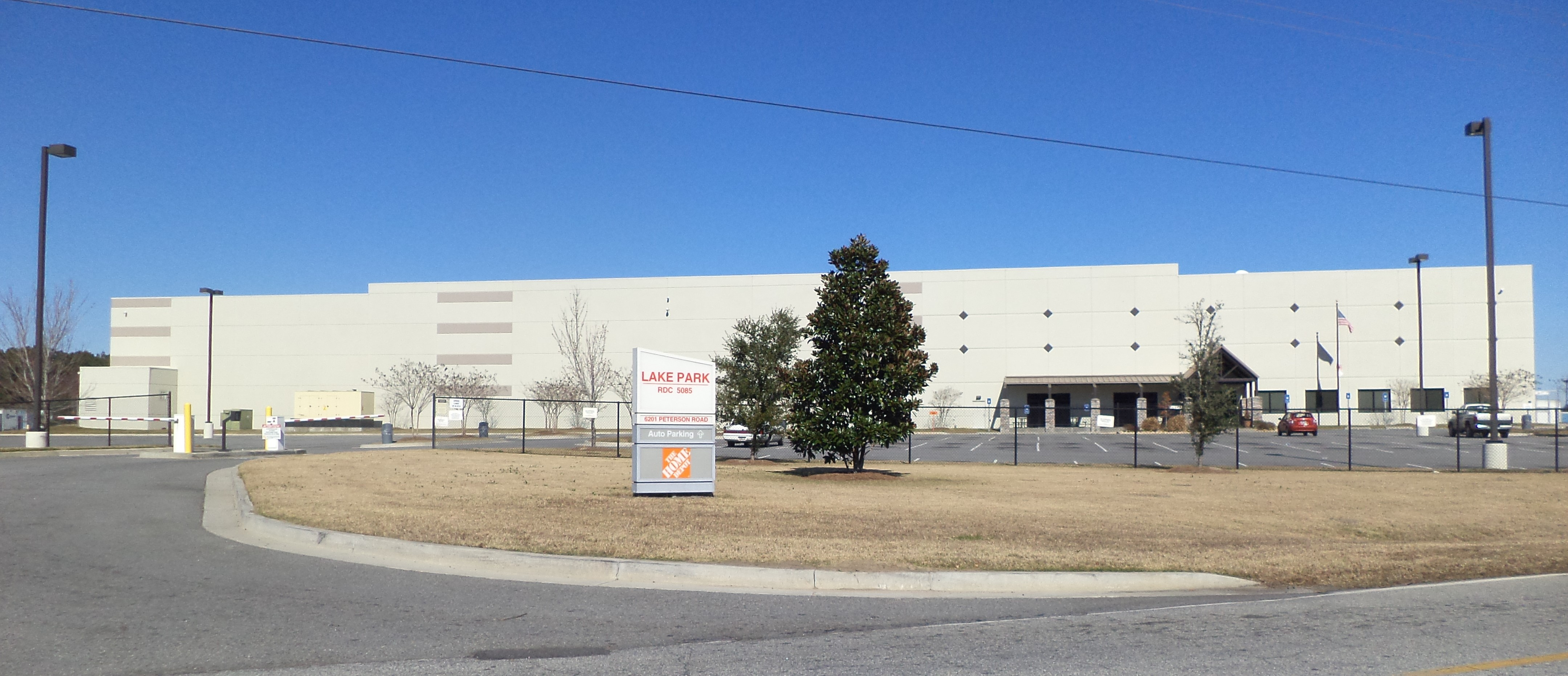
مركز توزيع هوم ديبوت في ليك بارك ، جورجيا.

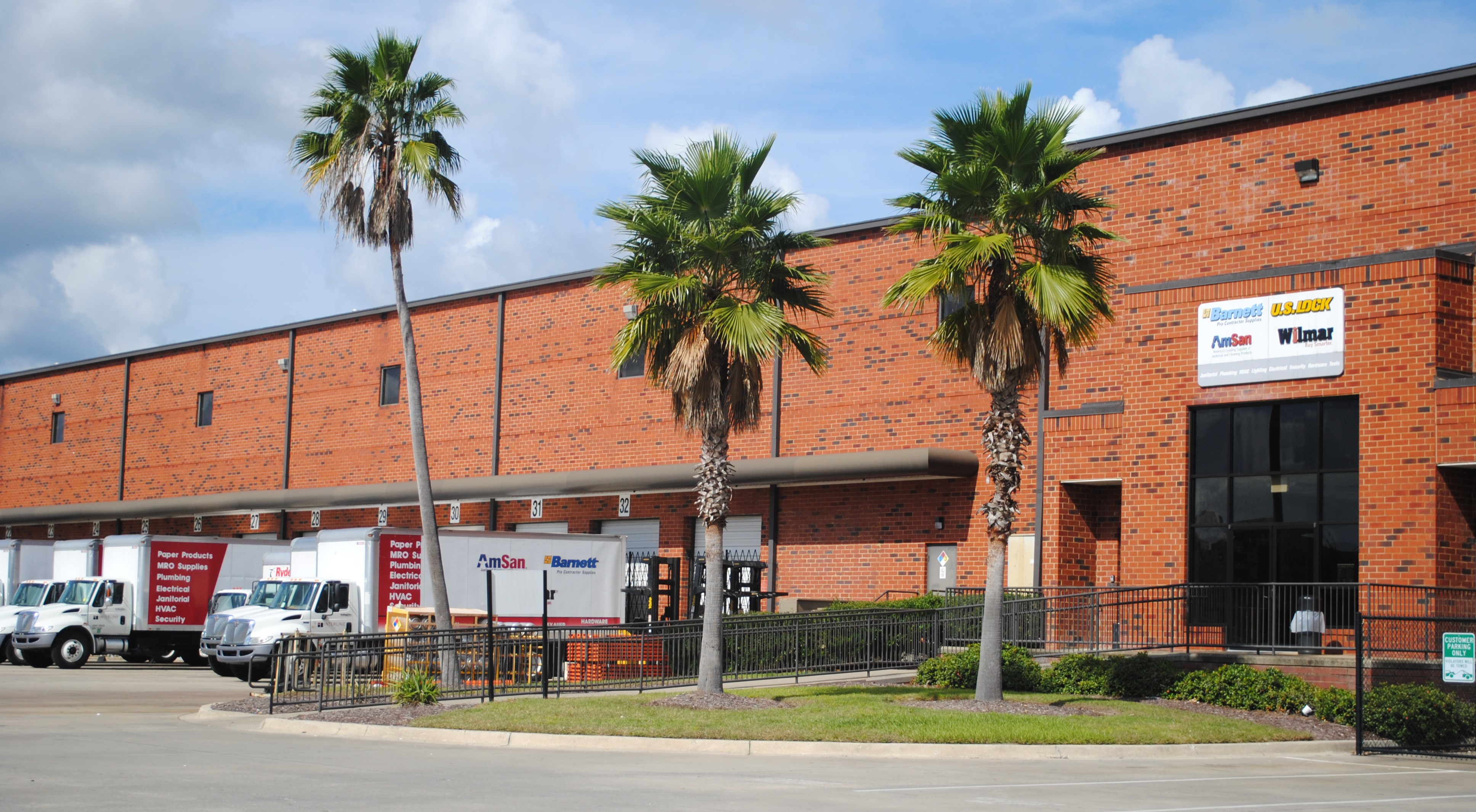
مركز توزيع العلامات التجارية في جاكسونفيل ، فلوريدا.

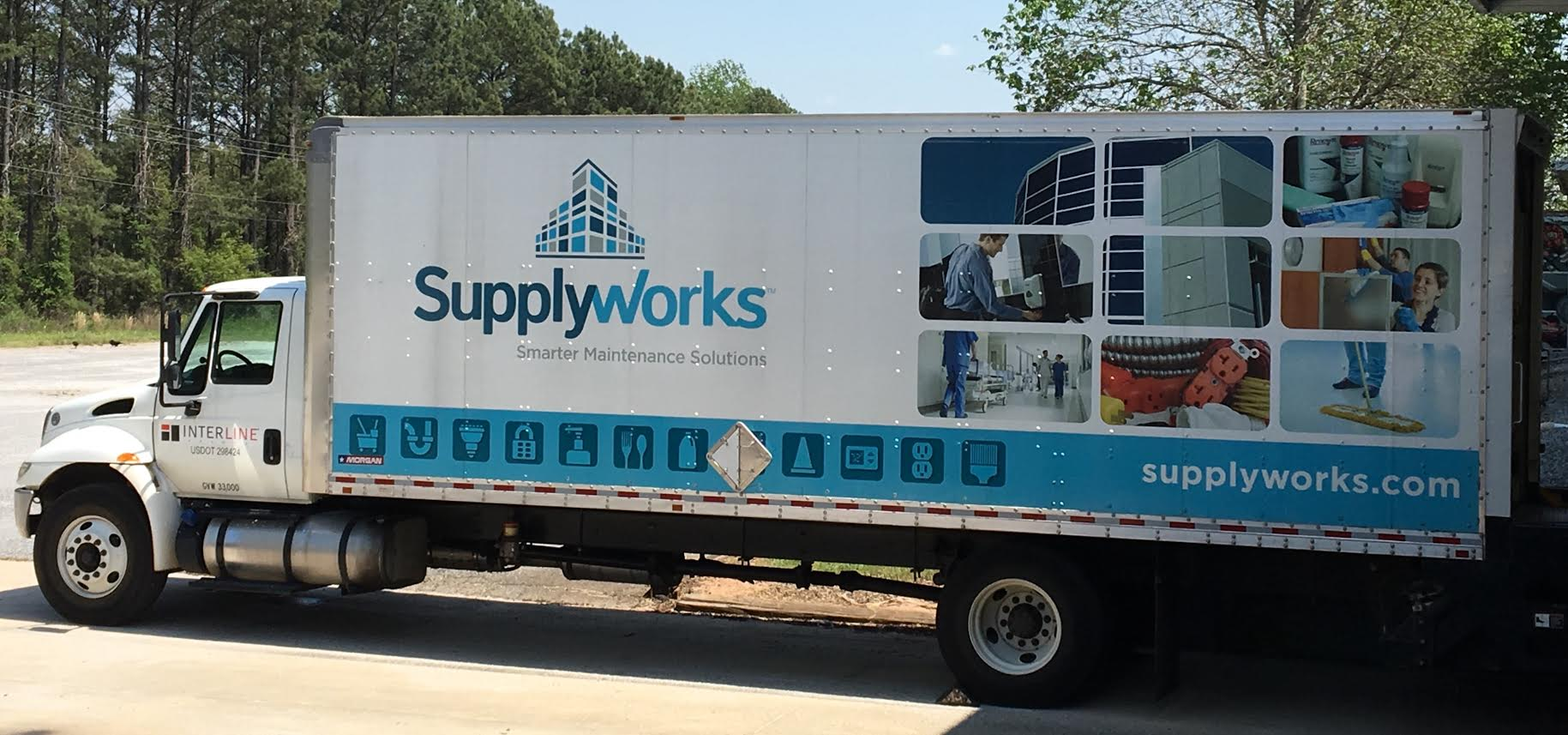
شاحنة تسليم سبلاي وركس.

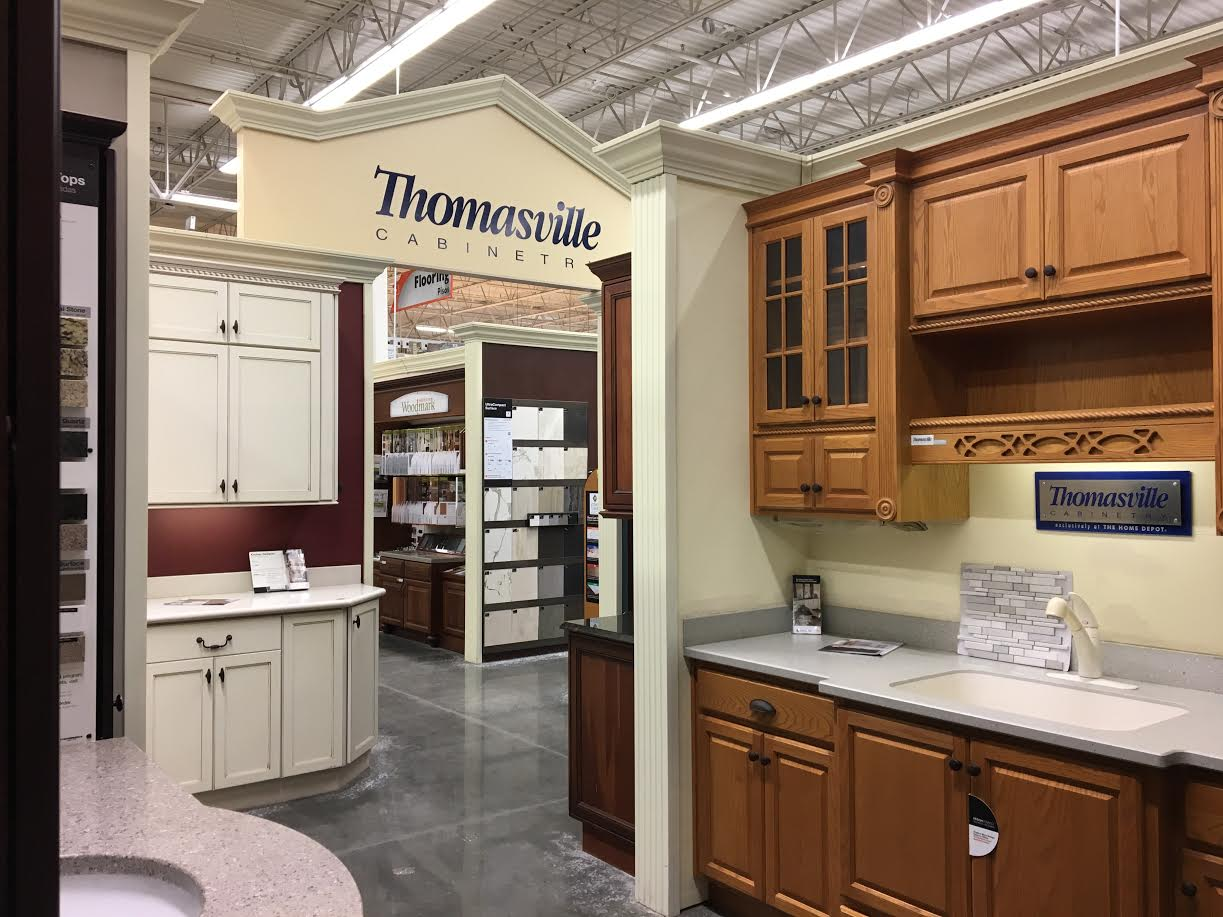
خزانات توماسفيل للنجارة في ذا هوم ديبوت.

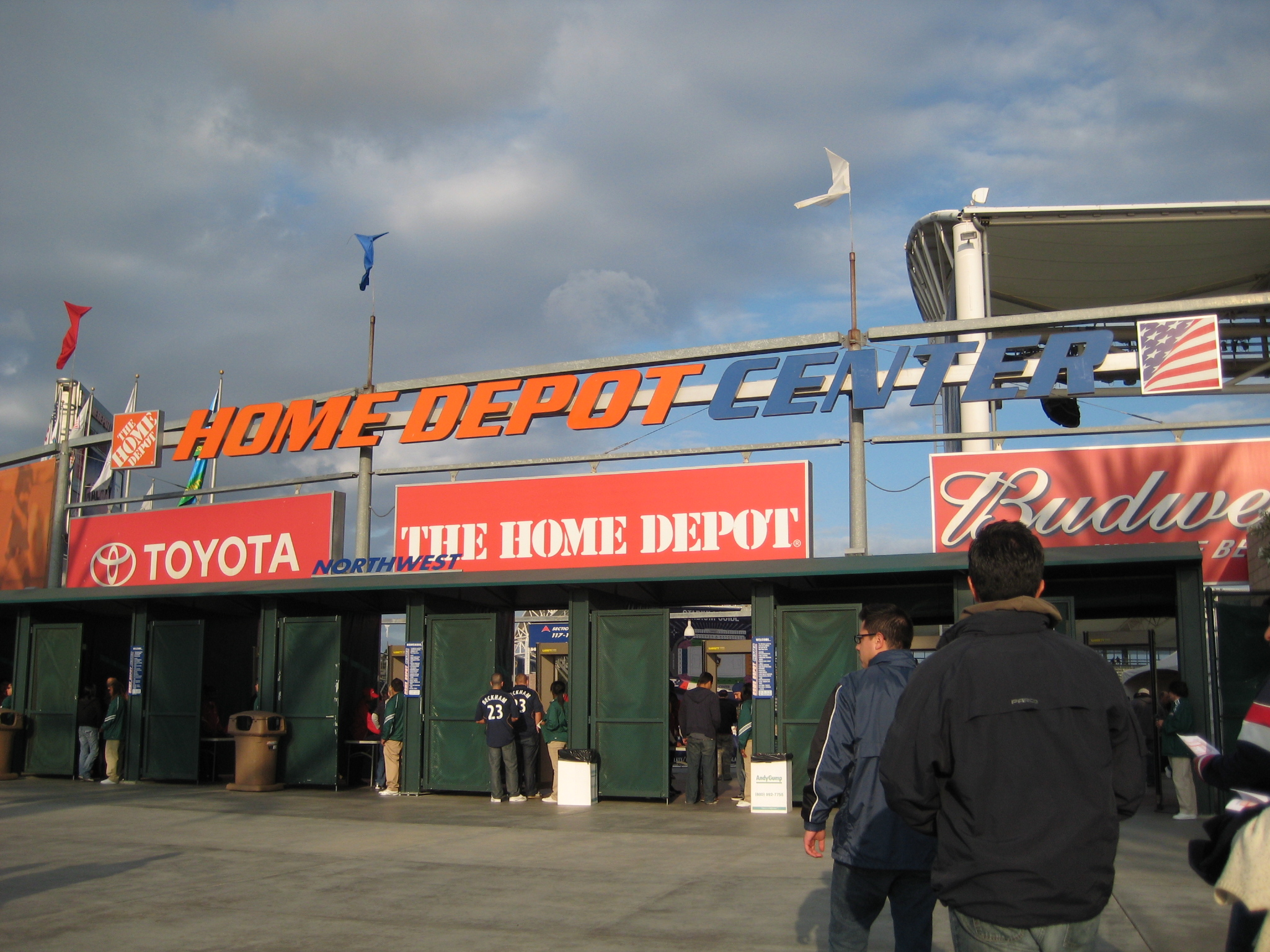
من عام 2003 إلى عام 2013 ، كانت
ستاب هاب سنتر معروفة باسم مركز هوم ديبوت.

## روابط خارجية
- شركة هوم ديبوت. (موقع الشركة)
- هوم ديبوت الولايات المتحدة الأمريكية (موقع التجزئة)
- كيف بنيت هذا البودكاست - الحلقة الحية! هوم ديبوت: آرثر بلانك - مقابلة صوتية مع المؤسس المشارك